# حسين شرف الدين
حسين شرف الدين (1929 - 2022) هو أديب وشاعر ومثقّف وسياسي وناشط اجتماعي من جبل عامل (جنوب لبنان)، يتحدّر من أسرة عريقة لها تاريخها في مدينة صور، وهو حفيد السيد عبد الحسين شرف الدين. 

## ولادته ونشأته
وُلد حسين شرف الدين في مدينة النجف في العام 1929 ميلادي، حيث كان والده يتلقى علومه هناك. انتقل والده للعيش في لبنان وبالتحديد في مدينة صور وكان عمره آنذاك أربعة سنوات. ثم ما لبث والده أن توفي وهو صغير يافع، فتكفّله جدّه السيد عبد الحسين شرف الدين واهتم بتنشئته وأحاطه بعناية خاصة.
دخل في بادئ الامر إلى كتاتيب مدينة صور، وقد تلقى علومه الأولى في كتّاب الشيخ (نور الدين الأخوي) الذي يتحدّر من أصول إيرانية وكان والده قد نزح من شيراز وأقام في مدينة صور.

## دراسته وعمله
عندما أطلق جدّه المدرسة الجعفرية في صور، ترك حسين شرف الدين الكتاتيب والتحق بالمدرسة الحديثة وتابع دراسته فيها، وكانت أعلى شهادة تمنحها هذه المدرسة هي شهادة المرحلة الابنتدائية. وقد أسعفه الحظ عن انتهائه من المرحلة الابتدائية حيث افتتحت المدرسة الجعفرية المرحلة المتوسطة فتابع دراسته فيها ونال البروفية منها. وبعدها تابع دراسته الثانوية، وعندما أطلقت الجامعة اللبنانية دار المعلمين العليا وكلية الحقوق انتسب إلى إحداها ونال المؤهل الجامعي منها.
بعد تخرّجه من الجامعة عمل مدرّسا في المدرسة الجعفرية وبعدها عمل كمدير لهذه المدرسة بعد عمّه السيد جعفر شرف الدين.
سافر إلى إيران وعمل مدة من الزمن في (دار التبليغ الإسلامي) في مدينة قم.
تزوّج السيد حسين شرف الدين من السيدة رباب الصدر (شقيقة السيد موسى الصدر والسيد رضا الصدر) وله أربعة أولاد. عُيّن ولده البكر (رائد شرف الدين) نائبا لحاكم مصرف لبنان.

## نشاطاته الثقافية
برز دور حسين شرف الدين في المجال الثقافي، فقد نظّم في بيته القديم وعلى مدى خمس سنوات، (الأمسيات العاملية) حيث عمل على تنظيم محاضرة أسبوعية لشخصيات دينية أو ثقافية كما نظّم مهرجانا شعريا سنويا، وقد بلغ عدد المحاضرات السنوية ضمن برنامج (الأمسيات العاملية) ما يقارب 48 محاضرة. وبعد خمس سنوات توقفت هذه الامسيات حيث حوّل بيته القديم إلى مكتبة عامّة.
بعد الأمسيات العاملية، أنشأ مكتبة عامة، أسماها (مكتبة الإمام شرف الدين) وتضم المكتبة عناوين في الأدب والشعر والدين والسياسة وعلم النفس والتراجم وعلم الاجتماع والتاريخ بالإضافة إلى الروايات والكتب المترجمة. وتحوي ما يقارب 11000 عنوانا و15000 كتابا.
إضافة إلى ما تقدّم، له العديد من الكتابات والأبحاث والمقالات في المجلات والدوريات الأدبية مثل مجلة الأمل ومجلة الأمة ومجلة المعهد بالإضافة إلى مجلة شؤون جنوبية. كما شارك في العديد من المؤتمرات والندوات الحوراية والبحثية.

## مؤلفاته
له عدد من المؤلفات، تتداخل مواضيعها بين التراجم والأدب والتاريخ والسياسة وهي:
1. خاتمي
2. كرّاس التنمية في مجتمع مضطرب
3. محطات تاريخية - الإمام موسى الصدر
4. علماؤنا الأدباء (22 حلقة في مجلة الأمل)
5. المجتمع المقاوم
6. دراسة الحياة الحزبية في بلادنا خلال نصف قرن (1920- 1870): مخطوط.

## وفاته
فارق السيد حسين شرف الدين الحياة في 20 شباط (فبراير) 2022، ووري الثرى في مدينة صور (جنوب لبنان). وقد نعى وزير الثقافة في لبنان القاضي محمد وسام المرتضى الراحل. ومما جاء في بيان النعي: 
«جبل من عاملة يستقر في ترابها. بالقرب من ذكرى غياب جده يرحل عن هذه الفانية السيد حسين حفيد الإمام السيد عبد الحسين شرف الدين، سليل العترة النبوية الشريفة، من وقف حياته بكل ثوانيها على العلم والثقافة والكتاب».